# Конрад III фон Ербах-Ербах
Конрад III фон Ербах-Ербах (IV) (на немски: Konrad III von Erbach-Erbach; * пр. 1296 в Щаркенбург, Оденвалд; † 5 юни 1363) е шенк на Ербах в Ербах в Оденвалд.
Той е син на шенк Еберхард V фон Ербах-Ербах († 1303) и съпругата му Агнес Райц фон Бройберг († 10 юни 1302), дъщеря на Еберхард фон Бройберг († 1286) и Мехтилд фон Бюдинген († сл. 1274), дъщеря на Герлах II фон Бюдинген († 1245) и графиня Мехтилд фон Цигенхайн († сл. 18 септември 1229). Той е внук на шенк Конрад I фон Ербах († сл. 1290/1291) и правнук на Герхард I шенк фон Ербах, министър на пфалцграфа на Рейн († 13 май 1223).
Брат е на Герлах фон Ербах-Ербах († 18 декември 1332), домхер в Шпайер 1324, архдякон и провост на „Всички Светии“ в Шпайер, избран 1329 г. за епископ, електор/администратор на Вормс, и на Енгелхард фон Ербах-Ербах († 2 март 1346), домхер 1291, капитулар и пропст на „Всички Светии“ в Шпайер 1333.

## Фамилия
Конрад III фон Ербах-Ербах се жени за Ида фон Щайнах (* пр. 1316; † сл. 1365), дъщеря на Бопо фон Щайнах († 1325) и на Агнес († сл. 1316). Те имат децата:
- Конрад V Млади (* пр. 1335; † 1381), шенк на Ербах в Ербах, 1341 г. става рицар, женен I. за Кунигунда фон Брукен († 13 септември 1357), II. сл. 13 септември 1357 г. за Маргарета фон Ербах (* ок. 1365; † 19 август 1396)
- Еберхард VIII († 1373), шенк фон Ербах-Ербах, рицар 1341, женен 1347 г. за графиня Елизабет фон Катценелнбоген († 1385)
- Ида (пр. 1331 – 6 май 1345)
- Хедвиг (пр. 1336 – сл. 1345), омъжена за Енгелхард VII фон Вайнсберг († 1377)
- Маргарета (пр. 1347 – 20 май 1381), омъжена за Енгелхард II фон Хиршхорн (пр. 1347 – 1383)
- Агнес († 1352), омъжена за Еберхард Рюд фон Коленберг (пр. 1331 –сл. 1364)
- Магдалена (пр. 1350 – сл. 1366), омъжена за Конрад II фон Франкенщайн (пр. 1321 – сл. 1366)